# O Marginal (filme)
O Marginal é um filme brasileiro de 1974, dirigido por Carlos Manga.

## Sinopse
O filme conta a história de um criminoso, da ascensão até a queda.

## Elenco
- Tarcísio Meira .... Valdo
- Darlene Glória .... Leina
- Vera Gimenez
- Carlos Kroeber
- Ednei Giovenazzi
- Anselmo Duarte
- Francisco Di Franco
- Ruthinéa de Moraes
- Claudia Wonder ... Karina
- Maurício do Valle
- Júlio César

## Produção
O Marginal teve como co-roteirista Lauro César Muniz, o que deixa transparecer uma semelhança no andamento da história com a Escalada, telenovela de 1975 do autor, e que teve um grande sucesso.[carece de fontes?]